# Собрарбе (графство)
Собра́рбе — одно из старейших пиренейских графств, образованное в период Реконкисты. Сформировавшееся в верхнем бассейне реки Синка графство оставалось самостоятельным до XI века, когда оно стало частью Королевства Арагон. Его границы в целом соответствуют современной области Собрарбе.
Изучение истории графства Собрарбе является очень сложным из-за незначительного количества информации, сохранившейся на сегодняшний день.

## История

### Образование
Между 714 и 718 в долине реки Синка утвердились мусульманские завоеватели. Тем не менее, местные христиане, зависевшие теперь от вали Уэски, сохранили своё имущество, собственные законы и местных правителей.
Происхождение графство Собрарбе овеяно легендами. Согласно одной из них Гарсия Хименес, баскский дворянин из Уэски, владелец земель между реками Синка и Гальего, поднял в 724 году восстание против мусульманской власти. В преддверии сражения над высоким дубом явился образ красного креста. Название Собрарбе происходит от сочетания слов sobre и arbre (на дереве), те же образы использованы для герба Собрарбе.
Незадолго до 781 года, воспользовавшись междоусобицами между мусульманами, поднял новый бунт местный правитель Галиндо Веласконтенес, который расширил свои владения на восток и на запад. Однако, стратегически важные поселения — Аинса и Болтанья — оставались под властью мусульман.

### Под властью Каролингов
Французские Каролинги также пытался закрепиться на южном склоне Пиренеев. В 797 году Людовик, герцог Аквитании, сын Карла Великого, пересек Пиренеи, захватил и разрушил Лериду, дошёл до Уэски, но город взять не смог и ограничился разорением окрестностей. Тем не менее, франкский граф Ауреоло (ум. 809) установил контроль над Хакой и рядом других замков, основав тем самым графство Арагон. Он также установил контроль над частью Собрарбе — территорией вокруг Болтаньи, однако каких-либо документальных источников по истории Собрарбе этого периода не сохранилось.
К 806 году Собрарбе, долина реки Гистау и Рибагорса перешли под власть графа Тулузского. С религиозной точки зрения регион принадлежал к Урхельской епархии.
Со смертью Ауреоло в 809 году, мусульманский правитель Сарагосы и Уэска Амрус ибн-Юсуф восстановил утраченные позиции в Собрарбе. Новый франкский поход не привел к захвату Уэски, но к 812 году позволил Каролингам вернуть контроль над регионом, после чего с арабами был заключен мир.

### В составе Арагона
«Кодекс Роды» упоминает, что между 812 и 820 годами Аснар Галиндес вступил в открытый конфликт с династией Веласкотенес. Представитель этой династии Гарсия Галиндес в 820 году в союзе с королём Памплоны Иньиго Ариста и мусульманами, разбил войско Аснара и захватил власть в графстве Арагон.
Гарсия I Галиндес вскоре после этого восстал против власти Каролингов. В 824 году он вступил в союз с королём Памплоны и мусульманским правителем Мусой II ибн Мусой, вместе с ними победил франков во «втором Ронсевальском сражении» и избавился от французского господства.
Со смертью Гарсии I Галиндеса в 833 году графство Арагон перешел к его сыну Галиндо Гарсесу. С этого времени титул графа Собрарбе закрепился за королями Памплоны.
Относительная автономия Собрарбе сократилась в 907—908 годах, когда мусульманский губернатор Уэски Мухаммад аль-Тавил разграбил и оккупировал часть его территории. Это привело к разорению и упадку области.

### В подчинении графству Рибагорса
В 916 году Рамон, граф Пальярса и Рибагорсы, отвоевал у мусульман северную часть Собрарбе и способствовал заселение региона. Именно тогда был основан монастырь Сан Педро де Кастильян в долине к западу от реки Ара. Впоследствии северная часть Собрарбе перешла во владение сына Рамона Берната, графа Рибагорсы.
В 922 году, не оставив сыновей, умер граф Арагона Галиндо II Аснарес, и единственной наследницей стала его дочь Андрегота Галиндес. Однако, свои претензии на Арагон предъявили также король Наварры Санчо I Гарсес и племянник умершего графа, вали Уэски Фортун аль-Тавиль. В борьбе за власть над Арагоном победил Санчо I: в 924 году было заключено соглашение о помолвке Андреготы с сыном короля Наварры. Андрегота была признана графиней Арагона, но реальную власть в графстве стали осуществлять правители Наварры.
Собрарбе в этот период целиком перешло под контроль графов Рибагорса.

### Под властью Наварры
Взяв под контроль графство Арагон, в 924 году Санчо I попытался силой присоединить Собрарбе. Однако, угроза мусульманской атаки на Наварру заставила его отказаться от своих проектов.
Граф Арагона Фортун Хименес в этот период признал себя вассалом короля Памплоны и возглавлял военные экспедиции в Собрарбе, завершившиеся к 950 году присоединением его к Наварре. Только самые восточные части Собрарбе оставались под властью графа Рибагорса до XI века.
Что касается нижней долины Синки, района Эль-Градо, Самитьера и Аинсы, то они остались под властью мусульман. В 1006 году армия во главе с Абд аль-Маликом, сыном Амира Мансура, снова обрушилась на регион. Был разрушен монастырь Бинуэсте Матидеро, монахи бежали. Воспользовавшись безвременной кончиной Гильема II, графа Рибагорсы, в 1017 году мусульмане оккупировали часть соседней Рибагорсы.
В 1018 году король Памплоны Санчо III, при поддержке ополчения Собрарбе, ввел свои войска в долину Синки. Мусульмане были изгнаны, а Собрарбе и большая часть Рибагорсы были вновь включены в состав Наварры. Собрарбе стал развиваться как военный округ: в нижней части долины Синка были укреплены замки Болтанья, Морильо де Монклюз и Тронседо. Под руководством епископа Рибагорсы Борелла был укреплен главный в регионе монастырь Святого Викториана, заново открывались церкви. Собрарбе в этот период, наконец, поднялся до уровня епархии.

### Независимость и присоединение к Арагону
Перед своей смертью в 1036 году Санчо III составил завещание, по которому большая часть королевства — Памплона, Алава и часть Кастилии — была передана Гарсии III Санчесу. Оставшаяся часть Кастилии отошла Фернандо I, Арагон — Рамиро I, а графства Собрарбе и Рибагорса — Гонсало I.
В 1044 году Рамиро I победил своего брата Гонсало I в битве у замка Морильо де Монклюз и захватил Собрарбе и Рибагорсу, после чего возглавил борьбу с мусульманами на этом участке границы. Собрарбе, таким образом, на правах графства вошло в состав Королевства Арагон.